# Erdbeben in Myanmar 2025

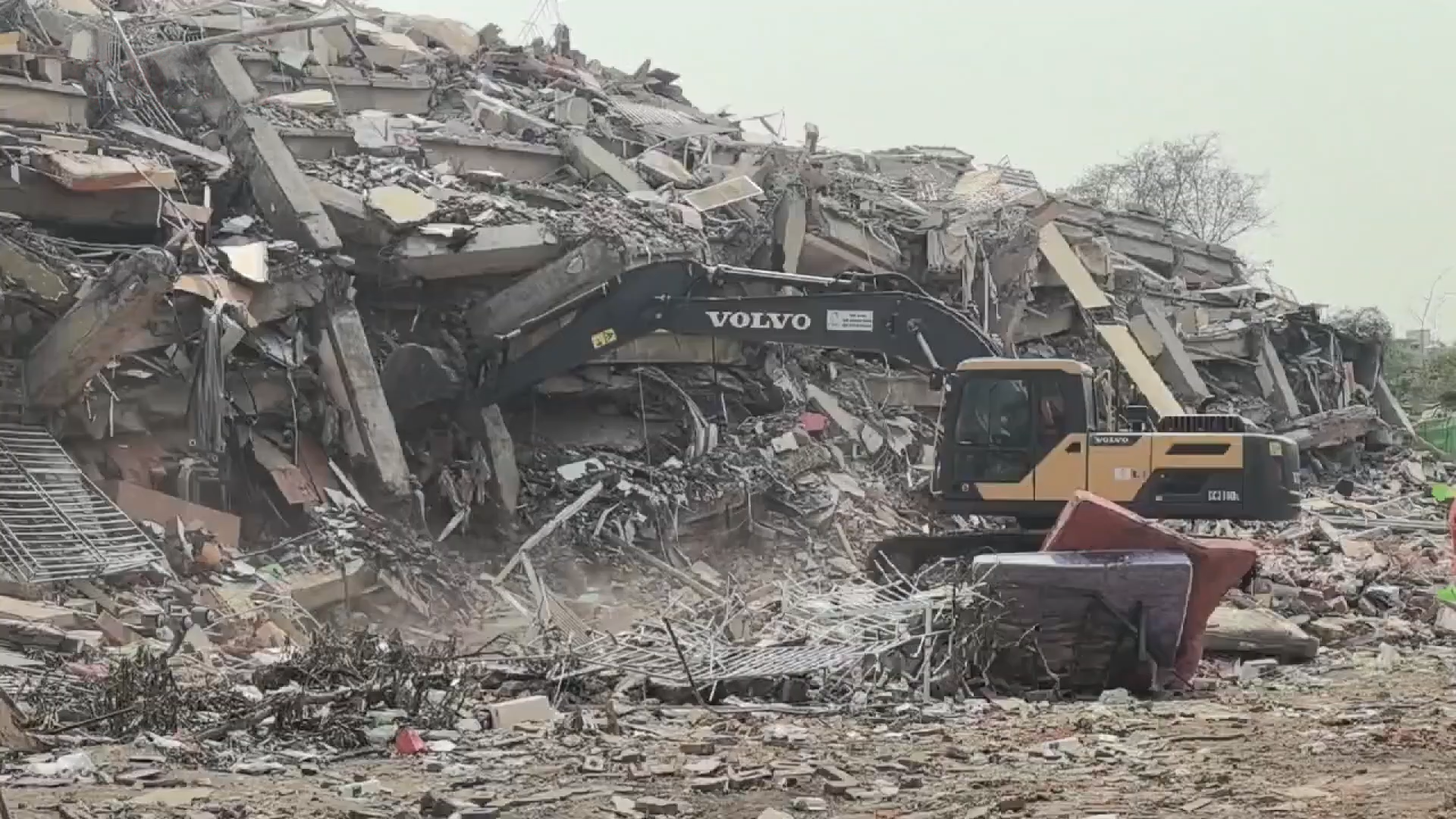
Zerstörtes Gebäude in Mandalay

Das Erdbeben in Myanmar 2025 war ein Erdbeben der Stärke 7,7 am 28. März 2025 um 12:50 Uhr Ortszeit in der Region Sagaing in Myanmar, das schwere Schäden in Myanmar und im Nachbarland Thailand verursachte. Mit mehr als 5300 Toten war es das schwerste Erdbeben des Landes seit 1930.

## Ausgangslage
Myanmar befindet sich an der Schnittstelle von vier tektonischen Platten: der Indischen, der Eurasischen, der Sunda- und der Burmaplatte. Diese Platten interagieren aufgrund aktiver geologischer Prozesse und prägen die seismische Aktivität der Region. Entlang der Westküste der Kokosinseln, vor der Küste von Rakhine und bis nach Bangladesch verläuft eine stark schräge konvergente Plattengrenze, die als Sunda-Megathrust bekannt ist. Diese große Verwerfung markiert die Grenze zwischen der Indischen und der Burma-Platte und setzt sich nördlich von Myanmar bis in den östlichen Himalaya fort.
Eine bedeutende tektonische Struktur des Landes ist die Sagaing-Verwerfung, eine rund 1400 Kilometer lange Transformstörung. Sie verbindet das Andamanen-Spreizungszentrum mit einer Kollisionszone im Norden und bildet die Grenze zwischen der Burma- und der Sunda-Platte. Die Platten bewegen sich mit einer Geschwindigkeit von 18 bis 49 Millimeter pro Jahr aneinander vorbei, wodurch die Sagaing-Verwerfung als die erdbebenaktivste Zone Myanmars gilt. Sie verläuft durch oder nahe an großen Städten wie Rangun, Naypyidaw und Mandalay. In der Vergangenheit kam es entlang dieser Störung zu mehreren schweren Erdbeben, darunter in den Jahren 1931, 1946, 1956, 1991 und 2012. Das Wiederkehrintervall variiert je nach Abschnitt der Verwerfung und liegt in den südlichen Bereichen, die 1930 aufbrachen, bei 100 bis 150 Jahren.
Trotz der wiederkehrenden seismischen Aktivität gibt es nur begrenzte wissenschaftliche Untersuchungen zur Erdbebengefahr in Myanmar. Eines der größten dokumentierten Beben ereignete sich 1762, als ein Abschnitt der Sunda-Megathrust vor der Küste von Rakhine aufbrach. Dieses Beben wurde vermutlich durch das Abtauchen der Indischen Platte unter die Burma-Platte verursacht. Weitere seismische Aktivitäten sind auf Überreste der subduzierten Indischen Platte unter Zentralmyanmar zurückzuführen. So wurde das Erdbeben von Bagan im Jahr 1975 durch eine Überschiebung innerhalb der Indischen Platte in einer mittleren Tiefe von etwa 120 Kilometern ausgelöst.

## Folgen
Bei dem Erdbeben ist ein rund 460 km langes Segment der Sagaing-Verwerfung aufgebrochen. Entlang dieses Bereiches erreichte das Erdbeben aufgrund seiner geringen Tiefe eine maximale Intensität von X auf der MM-Skala. Erste Analysen identifizieren bei dem Erdbeben ein Supershear-Ereignis, bei dem sich der Bruch mit einer höheren Geschwindigkeit als gewöhnlich ausbreitete. Dies führt zu höheren Intensitäten in einem größeren Bereich. Für Bangkok waren niedrigfrequente seismische Wellen von Bedeutung, welche die Hochhäuser in ihrer Eigenfrequenz angeregt und so zu Resonanz geführt haben.
Ein bis an die Erdoberfläche reichender Versatz der Schollen (surface rupture) hatte eine Länge von 465 ± 25 Kilometern und ist damit der bisher längste beobachtete Versatz an der Oberfläche. Resultierend aus einer Magnitude von 7,7 und des Bruchmechanismus führte das Erdbeben in der Region zu einer weiträumigen Wahrnehmbarkeit der Erschütterungen über die Grenzen Myanmars, des Epizentrums, hinaus. So erreichten die Erdstöße in abgeschwächter Form auch Thailand, Bangladesch, Indien, Vietnam und den Südwesten Chinas, wo jeweils überwiegend leichte Schäden auftraten.
Es kam zu einer Reihe von Nachbeben; so wurde die Stadt Mandalay am Morgen des 30. März 2025 von einem Erdstoß mit Magnitude 5,1 erschüttert.
Aufgrund der weit verbreiteten immensen Zerstörung in Myanmar rief die dortige Militärjunta für sechs ihrer Regionen den Notstand aus und bat um internationale Hilfe. Da die zur besseren Lageeinschätzung beitragende örtliche Berichterstattung bzw. Pressefreiheit durch die autoritäre Militärregierung stark eingeschränkt ist, können Informationen nur schwer nach außen dringen. Hinzu kommt ein im Land herrschender Bürgerkrieg, in dessen Folge die Regierung zur Zeit des Erdbebens nur noch weniger als die Hälfte des Territoriums des Landes unter Kontrolle hatte. Unter anderem beherrschen regierungsfeindliche Rebellen große Teile der Region Sagaing. Auch unmittelbar nach dem Erdbeben, noch an demselben Tag, setzte die Militärjunta Luftangriffe gegen gegnerisch beherrschtes Territorium fort.

### Personenschäden

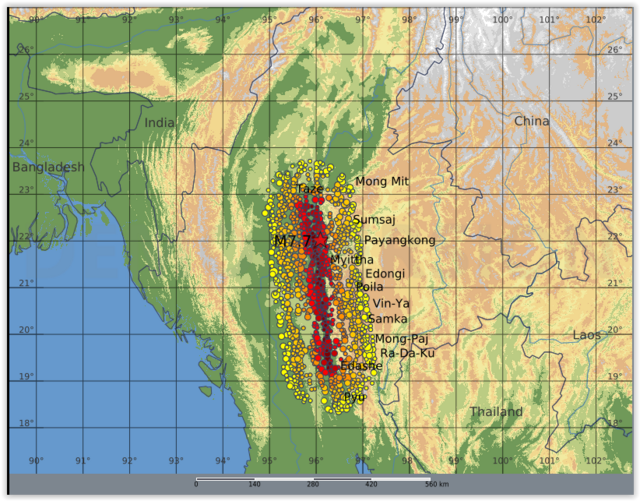
Karte des mittleren Zerstörungsgrads (schwarz bis gelb) von Ortschaften (Punkten) 19 Stunden nach dem M7.7 Beben in Myanmar, verbreitet durch SMS von QLARM.

Die erste Meldung der Stärke dieses Erdbebens, M7.7, der Koordinaten und der Tiefe wurde 8 Minuten nach dem Beben vom Deutschen GFZ Helmholtz-Zentrum für Geoforschung übermittelt. Nach 26 Minuten folgte die erste Schadensschätzung von QLARM (Quake Loss Alert for Response and Mitigation), dass voraussichtlich 6000 bis 30.000 Tote zu beklagen sein werden. PAGER (USGS Prompt Assessment of Global Earthquakes for Response) folgte nach 68 Minuten mit der Schätzung, dass 1000 bis 100.000 Todesfälle zu erwarten seien. Nachdem Nachbeben, die vom USGS lokalisiert worden waren, es ermöglichten, das Ausmaß des Bebens abzuschätzen, verbreitete QLARM 19 Stunden nach dem Beben die Nachricht Nr. 3, dass mit 20.000 bis 70.000 Todesopfern zu rechnen sei. Die QLARM-Alarme dienen dazu, die Retter über das Ausmaß und den Ort der Verwüstung zu informieren. Die Opferzahlen, die in den Medien in der ersten Woche verbreitet werden, sind gewöhnlich um den Faktor zehn zu klein, deswegen empfiehlt QLARM realistischere Schätzungen.
Mit Stand 5. April beläuft sich die Gesamtzahl der offiziell gemeldeten Todesopfer auf mindestens 3354, davon 3331 in Myanmar selbst und 23 in Thailand, in dessen Hauptstadt Bangkok ein im Bau befindliches 30-stöckiges Gebäude kollabierte und Dutzende Arbeiter unter sich begrub. Mindestens weitere 4600 Menschen in Myanmar erlitten zudem Verletzungen.

### Sachschäden
In Myanmar wurden mehr als 1000 Sakralbauten beschädigt, darunter 670 buddhistische Klöster, 290 buddhistische Pagoden und 50 Moscheen. In Moscheen kam es zu zahlreichen Toten, da dort gerade das Freitagsgebet abgehalten wurde. So starben allein im Dorf Sule Kone (Mandalay-Region) 23 Menschen in drei verschiedenen Moscheen. In der Nähe von Invar stürzten große Teile der Ava-Brücke ein.

## Hilfsmaßnahmen
Die internationale Koordinierung durch das Amt der Vereinten Nationen für die Koordinierung humanitärer Angelegenheiten und die Generaldirektion Europäischer Katastrophenschutz und Humanitäre Hilfe (DG ECHO) ist angelaufen und deutsche Hilfsorganisationen wie humedica, die Malteser Auslandshilfe oder @fire – Internationaler Katastrophenschutz bereiten sich auf einen Einsatz vor.